# Rapala VMC Corp
Rapala VMC Corp est une société Finlandaise qui fabrique et distribue des articles de pêche. Les produits qu'elle propose sont principalement des leurres (poisson nageur) mais également appâts, hameçons, lignes et accessoires qui sont distribués dans plus de 140 pays. 
L'entreprise a été fondée en 1936 en Finlande par Lauri Rapala.

## Histoire
Dans les années 1930 Lauri Rapala, un pêcheur Finlandais, observe les poissons du lac Paijanne et remarque que les gros carnassiers attaquent le plus souvent dans les bancs de poissons blancs (vairons, gardons, ...) les petits poissons blessés. Il a donc pris son couteau et un morceau de liège et a sculpté la forme d'un poisson. Il a ensuite recouvert son bout de liège de feuilles d'aluminium et protégé le tout en fondant des négatifs photos par dessus. Une fois son œuvre armé d'hameçons et déposé dans l'eau au bout d'une ligne, le résultat était satisfaisant et imitait bien un poisson blessé.
La légende raconte que grâce à cette invention il pouvait attraper plus de 250kg de poissons par jour. 
La rumeur se propagea et Rapala était née en 1936.

## Produits
Rapala est spécialisé dans la vente d'articles de pêche tel que des leurres, couteaux, nylon, vêtements souvent qualifié comme référence en matière de qualité (finitions). Les leurres sont testés individuellement avant d'être mis sur le marché.

## Omistus
Au 31 janvier 2020, les 5 actionnaires principaux de Rapala sont:
| #  | Actionnaire                        | Actions    | %       |
| -- | ---------------------------------- | ---------- | ------- |
| 1. | Viellard-Migeon et Cie             | 15 000 088 | 38,46 % |
| 2. | Sofina S.A.                        | 7 500 000  | 19,23 % |
| 3. | Sr Nordea Nordic Small Cap         | 4 732 364  | 12,13 % |
| 4. | Fonds de pension d'État finlandais | 1 290 000  | 3,31 %  |
| 5. | Shimano (Singapore)                | 889 680    | 2,28 %  |